# Xystrocera rhodesiana
Xystrocera rhodesiana là một loài bọ cánh cứng trong họ Cerambycidae.